# Lac Bellemare
Lac Bellemare är en sjö i Kanada.   Den ligger i regionen Saguenay–Lac-Saint-Jean och provinsen Québec, i den östra delen av landet, 500 km nordost om huvudstaden Ottawa. Lac Bellemare ligger 200 meter över havet. Arean är 1,9 kvadratkilometer. Den sträcker sig 2,9 kilometer i nord-sydlig riktning, och 1,5 kilometer i öst-västlig riktning.
I omgivningarna runt Lac Bellemare växer i huvudsak blandskog. Trakten runt Lac Bellemare är nära nog obefolkad, med mindre än två invånare per kvadratkilometer.